# Scalpellum scalpellum
Scalpellum scalpellum är en kräftdjursart som först beskrevs av Carl von Linné 1767.  Scalpellum scalpellum ingår i släktet Scalpellum och familjen Scalpellidae. Arten är reproducerande i Sverige. Inga underarter finns listade i Catalogue of Life.